# Henry Brougham

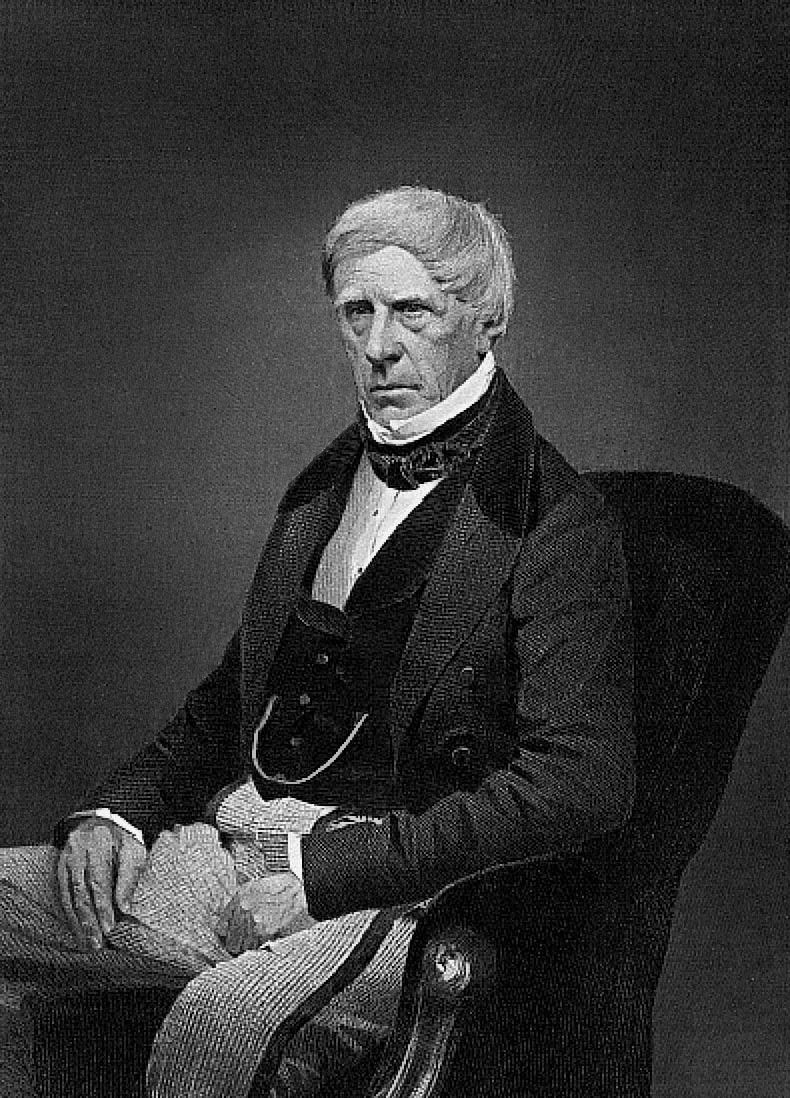
Henry Brougham

Henry Peter Brougham, 1. Baron Brougham a Vaux (19. září 1778 – 7. května 1868) (čte se Broom a Vokes) byl skotský politik a státník, který se později stal kancléřem Velké Británie.
Jako mladý právník ve Skotsku pomáhal v roce 1802 založit magazín Edinburgh Review a přispěl do něj mnoha články. Odešel do Londýna, a v roce 1808 byl zvolen anglickým advokátem. V roce 1810 vstoupil do poslanecké sněmovny za britskou politickou frakci Whigové. Bojoval proti obchodu s otroky a otroctví, rozdílnému obchodování s kontinentální Evropou. V roce 1820 byl předním právníkem královny Caroline. Nejenže navrhl školskou reformu, ale v roce 1825 se stal jedním ze zakladatelů Společnosti pro šíření užitečných znalostí Society for the Diffusion of Useful Knowledge a University College London v roce 1828. Jako lord – kancléř v letech 1830–1834 uskutečnil mnoho právních reforem a založil Centrální trestní soud Old Bailey. V pozdějších letech strávil většinu svého času v Cannes, které založil jako oblíbené letovisko.

## Život a dílo
Brougham se narodil a vyrůstal v Edinburghu, studoval na Royal High School a University of Edinburgh přírodní vědy, matematiku a právo. Po absolvování se začal živit jako právník a novinář. Založil magazín Edinburg Reviw, do kterého také velmi přispíval na různá témata od vědy až po politiku. Zde také vedl útoky proti svým vědeckým oponentům, neboť ve fyzice se zabýval podstatou světla a jakožto následovník Newtona patřil mezi vědce, kteří odmítali jeho vlnovou podstatu. Napadl tak i Thomase Younga, jenž doložil a vysvětlil jev interference světla, a podařilo se mu zbrzdit tento výzkum o celou dekádu. Rovněž znevážil teorii Williama Herschela, která se ovšem později ukázala jako správná. Tento příběh je popsán Pustiĺnikem a Dinem. Anglický královský astronom William Herschel pozoroval ve městě Bath každou noc se svou ženou oblohu – byl schopen nakreslit přesně postavení hvězd pro jakékoli datum a hodinu. A počítal také denně sluneční skvrny. Jednou se dostal k análům o cenách pšenice v Anglii
a zjistil, že je mezi oběma jevy souvislost. Publikoval to v akademickém časopise. Brougham článek označil za "grand absurdity" a veřejně se tomu vysmál. Zničil tak další Herschelovu vědeckou existenci, i když Herschel do smrti v pozorováních pokračoval – soukromě, ze záliby. Za sedmdesát let se jeho objev vědecky potvrdil. Anglický ekonom W. S. Jevons zjistil 10–11leté intervaly mezi cenami pšenice, které se shodovaly s 11letým cyklem sluneční aktivity. Miroslav Mikulecký, J. Střeštík a V. Choluj našli pomocí křížové regresní analýzy shodné periody mezi teplotou klimatu a cenou pšenice – 15 let pro Anglii, 16 let pro Francii a 22 let pro Německo. Pustiĺnik a Din věří, že našli přímý důkaz o příčinné souvislosti mezi sluneční aktivitou a cenou pšenice. Takže vyšší teploty – lepší úroda – více pšenice – a cena jde dolů.
Broughama je tak možné pokládat za praotce dnešních "kosmoskeptiků" – "broughamistů" v některých redakčních radách.
V přírodních vědách se dále zabýval biologií a podílel se na editaci knihy Williama Paleyho Natural Theology. Jeho názory na instinkt živočichů ovlivnily Charlese Darwina.